# San Marcos, Chilapa de Álvarez
San Marcos är en ort i Mexiko.   Den ligger i kommunen Chilapa de Álvarez och delstaten Guerrero, i den södra delen av landet, 230 km söder om huvudstaden Mexico City. San Marcos ligger 1 394 meter över havet och antalet invånare är 1 078.
Terrängen runt San Marcos är kuperad åt nordväst, men åt sydost är den bergig. Runt San Marcos är det ganska glesbefolkat, med 42 invånare per kvadratkilometer. Närmaste större samhälle är Acatepec, 10,3 km öster om San Marcos. I omgivningarna runt San Marcos växer huvudsakligen savannskog.